# Kekaha (Hawaii)
Kekaha (hawaiisch wörtlich der Ort) ist eine Ortschaft auf der hawaiischen Insel Kauaʻi. Das U.S. Census Bureau hat bei der Volkszählung 2020 eine Einwohnerzahl von 3.715 ermittelt. 
Es ist der letzte Ort auf dem Highway 50 in Richtung Westen. In Kekaha beginnt ein 25 km langer ununterbrochener, weißer Sandstrand, von dem aus die Nachbarinsel Niʻihau zu sehen ist.
Der wichtigste Wirtschaftsfaktor war während des größten Teils des 20. Jahrhunderts der Zuckerrohranbau. Die örtliche Zuckermühle wurde im Jahr 2000 geschlossen. 
Unweit Kekaha befindet sich die Pacific Missile Range Facility (PMRF) der Navy.

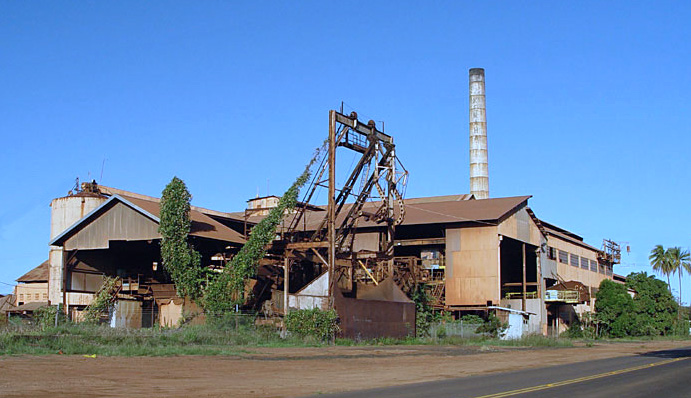
Stillgelegte Zuckermühle von Kekaha
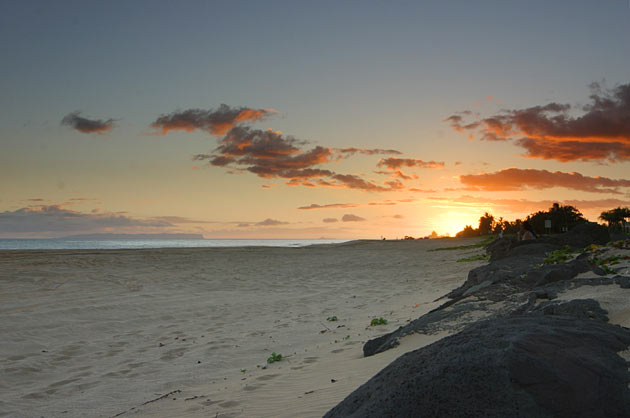
Der Strand von Kekaha bei Sonnenuntergang